# Porta Aurea (Spalato)

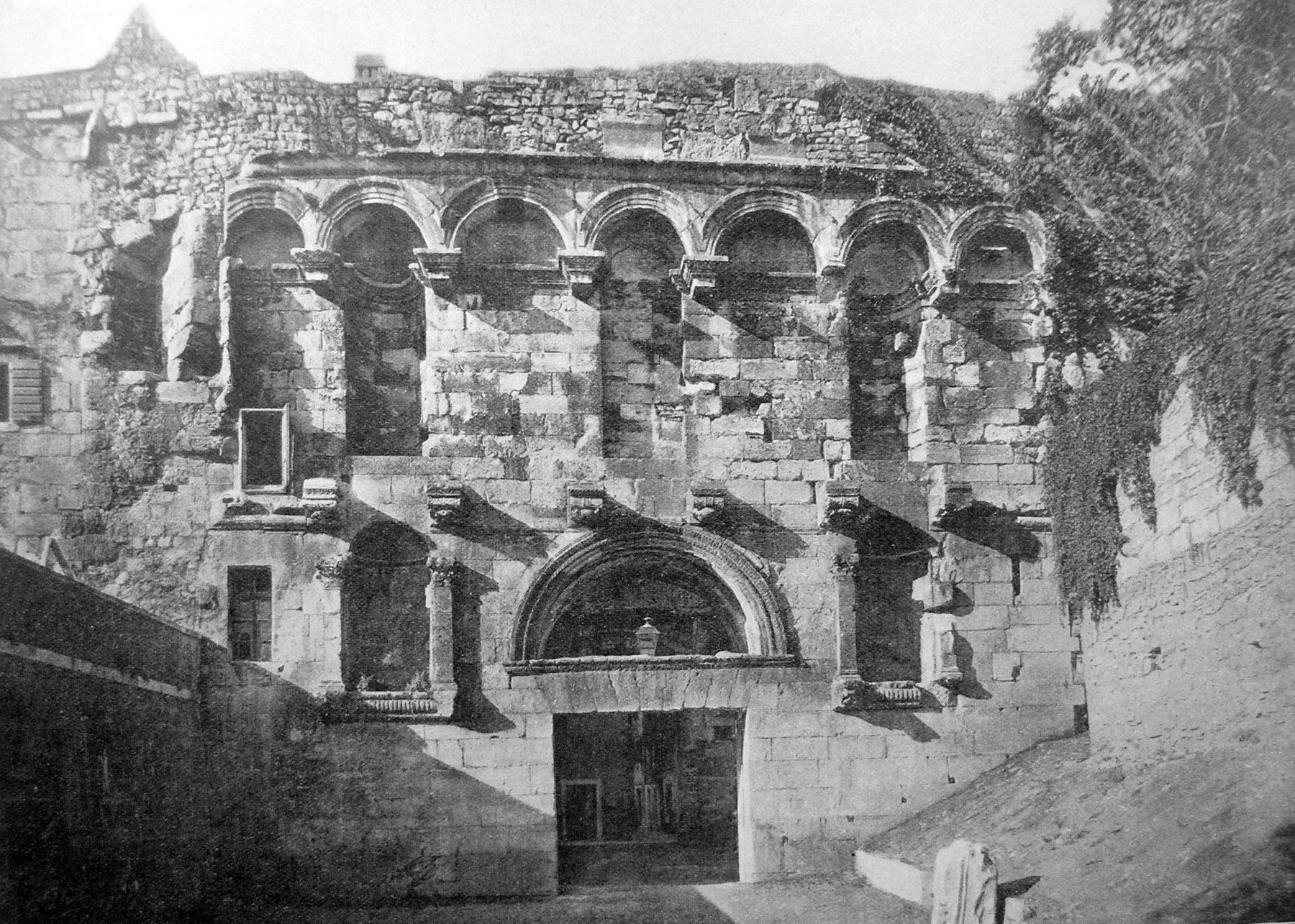
La Porta Aurea in una stampa del 1910

La Porta Aurea di Spalato è la principale porta monumentale della cinta muraria della città croata.
Come il resto del centro storico, la porta faceva parte del palazzo di Diocleziano, edificato verso il 300 d.C. come residenza privata fortificata e divenuta in seguito, con le invasioni barbariche del IV secolo, vera e propria città quando vi si rifugiarono gli abitanti della vicina Salona.
La porta era la più importante della città, posta sull'asse nord-sud e opposta all'affaccio sul mare.
Come le altre due porte monumentali (Argentea e Ferrea) era affiancata da due torrioni a base ottagonale (oggi scomparsi), ma la sua decorazione era più ricca, con nicchie ai lati dell'arco di passaggio (probabilmente contenenti in antico statue) e sormontata da archetti su colonnine pensili (oggi delle colonne restano solo le mensole di base e i capitelli).
Sul retro esisteva il cortile d'armi e la controporta.